# Гнейс-2
Гнейс-2 – первый серийный советский авиационный радиолокатор. Выпускался с 1942 года. Устанавливался на самолёты Пе-2, Пе-3 и Дуглас А-20.

## История создания
Во время советско-финской войны начальник группы отделов Научно-испытательного института ВВС генерал С. А. Данилин, после ознакомления с работой в боевых условиях наземной РЛС ПВО «Редут» (РУС-2), поставил вопрос о возможности создания бортовой РЛС для обнаружения самолётов противника и ведения по ним прицельного огня независимо от условий оптической видимости. Специалисты ленинградского НИИ радиопромышленности подтвердили возможность создания такой станции, и под руководством А. Б. Слепушкина была начата разработка проекта под кодовым названием «Гнейс-1». НИИ ВВС выдвинул следующие требования: дальность обнаружения самолёта 4—5 км; зона обнаружения в горизонтальной плоскости 120°, в вертикальной — порядка 90°. Излучателем выбрали клистрон, работающий на длине волны 15—16 см в импульсном режиме. Предполагаемая масса станции и оборудования получалась около 500 кг. Самолётом для размещения столь значительной для истребителя массы, по предложению лётчика-испытателя НИИ ВВС С. Супруна, был выбран Пе-2 — в котором также мог разместиться оператор. В начале 1941 года опытный образец первой БРЛС был создан.
В связи с началом Великой Отечественной войны и эвакуации предприятий-поставщиков возникли трудности с дальнейшей  работой над «Гнейс-1». Проектирование БРЛС пришлось переключить на излучатели метрового диапазона волн — они были значительно лучше освоены промышленностью. На основе стационарной РЛС ПВО «Пегматит» (РУС-2с) под руководством её разработчиков А. А. Фина и В. В. Тихомирова была создана БРЛС «Гнейс-2», работавшая на длине волны 1,5 м.
РЛС установили на самолёт Пе-2 и в июле 1942 года провели государственные испытания, которые показали возможность обнаружения самолёта типа бомбардировщик на расстоянии от 300 до 3500 м с точностью по угловым координатам ±5° при высоте полёта не ниже 2000 м. В НИИ радиопромышленности была изготовлена опытная партия из 15 станций, которые направили в войска для испытаний. В феврале — мае 1943 года под Ленинградом во 2-м гвардейском корпусе ПВО проведены официальные войсковые испытания (председатель комиссии — генерал-майор авиации Е. Е. Ерлыкин). По их результатам постановлением ГКО от 16 июня 1943 года БРЛС «Гнейс-2» была принята на вооружение. К концу 1944 года выпущено более 230 её комплектов.
В 1943 году был создан улучшенный вариант станции – «Гнейс-2М». На ней были применены новые антенны, позволяющие обнаруживать как самолёты, так и надводные корабли. Осенью 1943 года РЛС проходила испытания на Каспийском море, после чего была принята на вооружение и запущена в серийное производство.

## Боевое применение
Первые «Гнейс-2», установленные на Пе-2, были применены в боях под Москвой осенью 1942 года. В начале 1943 года часть самолётов применялась для борьбы с авиационным снабжением окружённых под Сталинградом германских подразделений. С февраля по май 1943 года самолёты с БРЛС применялись в системе ПВО Ленинграда – в 24 гвардейском истребительном авиаполку второго корпуса ПВО. При перехвате истребители выводились на цель с помощью РЛС дальнего обнаружения РУС-2, а с приближением к воздушному противнику уже использовались бортовые «Гнейс-2». Обнаружив самолёт противника, оператор бортовой РЛС давал лётчику указания по сближению с целью.
С февраля по июнь 1943 года проводились испытания «Гнейс-2» с самолётом А-20 в качестве изучения возможности его применения ночным истребителем с бортовой РЛС. В сравнении с Пе-2 самолёт обладал рядом преимуществ, и в результате в июле 1943 года началось формирование 56-й авиационной дивизии истребителей дальнего действия в составе двух полков (45 и 173) на самолётах А-20. Дивизия подчинялась АДД. По штату каждому полку полагалось 32 самолёта и 39 экипажей, также в состав полка входила радиолокационная рота, оснащённая РУС-2. С мая 1944 года подразделения дивизии стали поступать на фронт и использовались для охраны крупных транспортных узлов. Самолёты с РЛС «Гнейс-2» также применялись во время войны в минно-торпедных авиационных полках для обнаружения кораблей.
Помимо «Гнейс-2» собственного производства, СССР получал авиационные РЛС по договору ленд-лиза. США отправили союзникам по этому договору 54 486 авиационных РЛС, в основном для Великобритании. Из этого количества в Советский Союз было отправлено 370 станций двух типов: 320 – SCR-695 и 50 – SCR-718.